# Yuri II de Vladímir
Yuri II de Vladímir (en ruso: Ю́рий (Гео́ргий) Все́володович, Yuri Vsévolodovich), también conocido como Jorge II de Vladímir o Gueorgui II Vsévolodovich (1189, Súzdal-4 de marzo de 1238), fue el cuarto gran príncipe de Vladímir (1212-1216, 1218-1238) que gobernaba sobre el Principado de Vladímir-Súzdal en el momento de la invasión mongola de Rusia
Era el tercer y más querido hijo de Vsévolod el Gran Nido y María Shvárnovna. Se distinguió en su juventud en las batallas contra Riazán en 1208. Su padre quería que heredara Rostov, mientras que su hermano mayor Konstantín heredaría Vladímir. Sin embargo, este último declaró que gobernaría las dos ciudades o ninguna, por lo que Vsévolod desheredó a Konstantín y le otorgó el trono a Yuri.
Tras la muerte de Vsévolod, Konstantín se alió con Mstislav el Valiente y derrotó a Yuri y a sus otros hermanos en el río Lípitsa. Habiendo ganado para sí Vladímir, Konstantín envió a Yuri a gobernar Rostov y Yaroslavl. Dos años después moría Konstantín, permitiéndosele a Yuri volver a Vladímir.
Durante su reinado en Vladímir, Yuri guerreó varios años contra la Bulgaria del Volga, fundando la fortaleza de Nizhni Nóvgorod en el Volga para asegurar el área de ataques búlgaros. Instaló a su hermano pequeño Yaroslav en Nóvgorod. Con ocasión del primer ataque mongol a Rusia en 1223, envió una pequeña tropa contra ellos, que llegó demasiado tarde para participar en el desastre ruso de la batalla del río Kalka.
Cuando los mongoles regresaron en 1227, Yuri trató desdeñosamente a sus enviados. Igualmente, no ayudó a Riazán cuando Batú Kan asedió esa ciudad. Su propia ciudad, sin embargo, era la siguiente en la línea de invasión mongola de la Rus de Kiev. Los hijos de Yuri fueron severamente derrotados cerca de Kolomna, escapando el mismo Yuri por poco a Yaroslavl. Su mujer, Ágata, hermana de Miguel de Chernígov y toda su familia murieron en Vladímir cuando una iglesia en la que se habían refugiado se incendió.
Yuri murió decapitado el 4 de marzo de 1238 en la batalla del río Sit, donde las vastas hordas mongolas derrotaron al ejército del Principado de Vladímir-Súzdal.

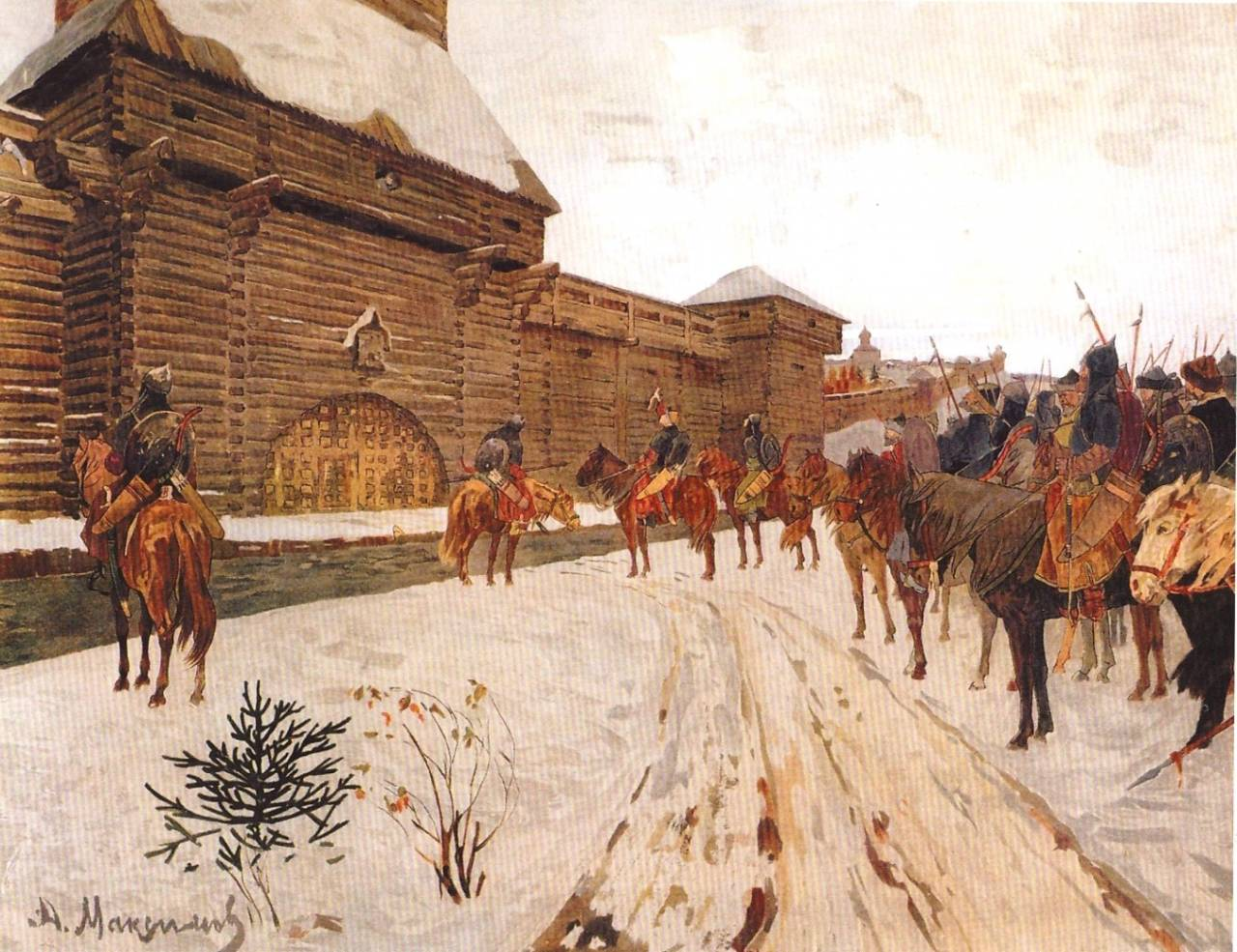
Los mongoles bajo los muros de Vladímir. Por Vasili Maksímov.

| Predecesor: Vsévolod III de Vladímir             | Gran Príncipe de Vladímir 1212-16 | Sucesor: Konstantín de Vladímir (o de Rostov) |
| Predecesor: Konstantín de Vladímir (o de Rostov) | Gran Príncipe de Vladímir 1218-38 | Sucesor: Yaroslav II de Vladímir              |